# Arthur Rimbaud
Jean Nicolas Arthur Rimbaud (Charleville, 1854. október 20. – Marseille, 1891. november 10.), francia szimbolista költő, felfedező.
A szimbolizmus úttörőjének számít. Munkássága java részét a Paul Verlaine-nel folytatott viszonya alatti néhány évben alkotta. Viharos kapcsolatuk 1875-ben ért végleg véget. Rimbaud életének ezután nincs irodalmi vonatkozása.

## A költő élete
Anyja, Vitalie Cuif, Ardennes megyei kisbirtokosok ivadéka (???). Apja, Frédéric Rimbaud gyalogoskapitány, 1864-ben elhagyta családját. Arthur Charleville-ben járt iskolába, szellemi érettsége miatt tanárai engedélyezték, hogy egy osztályt átugorjon. 1869-ben csodálatba ejtette tanulótársait és tanárait latin nyelvű verseivel. 1870-ben Rimbaud elküldte Théodore de Banville-nek az Élményt, az Oféliát és a Napfény és húst, reménykedve, hogy verseit nyomtatásban láthatja viszont, de lekéste a beküldési határidőt. Ellenben a Charge című szatirikus hetilap Három csók címmel leközölte az Első estét.
A nyár közepén kitört a francia–porosz háború, Arthur megszökött otthonról, jegyet váltott Mohonig, de csak Párizsban szállt le, ezért letartóztatták, és börtönbe zárták. Levelet írt Izambard-nak, aki szabadlábra helyeztette. Újságírói ambíciókkal Belgium felé tartott, de csalatkoznia kellett, és hamarosan az édesanyja hazaparancsolta. Kóborlásai alatt nyolc verset írt. 1871 elején a charleville-i könyvtárban töltötte napjait, a francia szocialistákat, Proudhont, Babeuföt, Saint-Simont tanulmányozta, valamint okkultista műveket olvasott. Olvasmányai megbotránkoztatták a könyvtárost, s ezért bosszúból megírta A kuksolók című versét.
1871. február 25-én Párizsba szökött, két hétig éhezve-fázva kóborolt a főváros utcáin, majd gyalogszerrel hazatért. Ezekben a hetekben írta a Kommunista alkotmánytervezetet, ami, úgy tűnik, örökre elveszett. A tavasz folyamán elkészült a Esti imádság is.
Heves antiklerikalizmus támadt benne, gúnyolta a papokat, krétával a padokra írta: „Halál Istenre!” Május 13-án levelet intézett Izambard-hoz, május 15-én elküldte „A Látnok levelét” Demenynek. 1871 augusztusában egy ismerőse, Bretagne elküldte Arthur néhány versét Verlaine-nek, aki ennyit írt vissza: „Jöjjön, kedves nagy lélek, hívjuk, várjuk!”.
A fiatal költő szeptember végére érkezett Párizsba, versei között magával vitte A részeg hajót is. Rimbaud kezdetben Verlaine apósánál lakott, Verlaine és felesége társaságában, később egy padláson béreltek szobát neki a Buci utcában. Rimbaud nagyon megkedvelte a művelt költőtársat, Verlaine viszont szerelmes lett a kamasz költőbe, ezért eltávolodott a feleségétől, szinte hidegen hagyta a fia születése. 1872-ben a Diáknegyed kávéházaiban töltötték napjaikat és éjszakáik egy részét, részt vettek a „Csúnya fickók” társaságának összejövetelein. Verlaine az ilyen alkalmakon megpróbálta rászoktatni Rimbaud-t az abszintra, amit ő hígítás nélkül ivott, de barátja mindig rosszul lett tőle. Verlaine és felesége között egyre hevesebb jelenetek játszódtak, a „legdekadensebb dekadens” gyakran részegen tért haza, és egyszer ilyen állapotban súlyosan bántalmazta feleségét. Ezt az embert, aki a züllöttség legmélyebb szintjét súrolta, az ilyen esetek után mégis emésztő bűnbánat gyötörte.

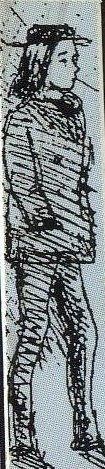
Paul Verlaine rajza Rimbaud-ról

Márciusban Rimbaud visszatért Charleville-be, hogy megkönnyítse Verlaine kibékülését feleségével. Otthontartózkodása alatt nyolc verset írt, és Baudelaire Kis költemények prózában című művének hatására prózavers-írással kísérletezett. Rimbaud – Verlaine sürgetésére – újra visszatért Párizsba. Július 7-én Belgiumba utaztak, mert Arthur látni akarta a tengert. Belgiumból Londonba mentek. Itt megírta utolsó kötött formájú verseit, majd nekilátott a Színvázlatokban (Kardos László fordításának címe: Villanások) összegyűjtött prózaversek kidolgozásának.
Hamar beköszöntöttek az anyagi gondok, Rimbaud egyre komorabb és ingerlékenyebb lett. Ez a három hónap folyamatos viták és kibékülések időszaka volt. 1873 elején megkezdte az Egy évad a pokolban írását. Egyre inkább érezte, hogy mennyire terhes neki ez a kapcsolat: csak tanulni akart az idősebb költőtől, a barátja akart lenni, de Verlaine vágyait ez nem elégítette ki. Verlaine hirtelen elutazott, pénz nélkül hagyva barátját az angol fővárosban. Brüsszelből levelet intézett a feleségéhez, bocsánatát kérte, és a belga fővárosba hívta, de az nem válaszolt. Ekkor a költő megint Rimbaud felé fordult, aki a hívó levélre meg is érkezett, és közölte vele, hogy útjaik végérvényesen szétválnak. Verlaine ittas állapotban revolverrel fenyegetőzött, majd kétszer rálőtt Rimbaud-ra, aki csak a csuklóján sebesült meg. Mindez egy hotelszobában történt, Verlaine-t azonnal letartóztatták, pedig Rimbaud nem tett feljelentést. A belga bíróság kétévi börtönbüntetésre ítélte Verlaine-t, Rimbaud visszament Roche-ba, és befejezte az Egy évad a pokolbant. Brüsszelben a szerző saját költségén kinyomtatta utolsó művét. És ezzel lezárult a 19 éves ifjú irodalmi pályafutása.
A következő két évben Rimbaud angolul, németül, spanyolul, arabul, olaszul, újgörögül és hollandul tanult, majd Németországba utazott. 1875 januárjában az immár hívő katolikus Verlaine-t kiengedték a börtönből, aki felkereste Rimbaud-t Stuttgartban. Megpróbálta meggyőzni, hogy kövesse a példáját, írjon Istenről, a bűnbánatról és minden jóra fordul. A vita hamarosan verekedéssé fajult, és Rimbaud alaposan helyben hagyta Verlaine-t.

## A kalandor élete
1876-ban Hollandiába utazott, és háromszáz forint jutalom fejében beállt hat évre katonának a holland gyarmati seregbe. Hajóra szállt egy katonaszállítmánnyal, de egy hónap múlva megszökött. Egy angol vitorlással ment vissza Franciaországba. 1877-ben a skandináv országokban járt. 1878-ban keletre készült, de a terve meghiúsult. Bejárta Alexandriát, majd Ciprus szigetére utazott, de megbetegedett. 1880-ban visszatért Ciprus szigetére, de nem tudta elviselni az éghajlatot, Egyiptomba hajózott, majd Ádenben kötött ki. Egy kereskedelmi cég szolgálatába fogadta: Rimbaud Hararba, Abesszínia egyik városába ment. 1882–1883-ban felfedező utakat tett Szomáliában és Galla-földön, illetve bejárta Ogadent. Utazásairól beszámolót készített a párizsi Földrajzi Társaságnak. 1884–1887 között vadházasságban élt egy abesszin nővel. Kávéval és bőrökkel kereskedett. 1887-ben fegyverkereskedelemmel kísérletezett, de a kockázatos vállalkozásból nem származott annyi haszon, amennyit várt. 1888–1890 között is folytatta a fegyverekkel való kereskedést, de mivel nagyhatalmi érdekeket sértett működése, szembekerült a francia kormánnyal. 1891 februárjában daganat keletkezett a jobb térdén. Visszatért Franciaországba, ahol a beteg lábát amputálták, de a radikális beavatkozás sem segített rajta. Húgának sürgetésére fogadta egy pap látogatását, és ha hihetünk Isabelle-nek – aki több helyen is meghamisította életrajzát – halálos ágyán megtért.

## Költészete
Rimbaud-ban, mint minden költőben, végbement egy természetes stiláris fejlődés: a legegyszerűbb népdalszerű versektől eljutott a kristálytiszta formájú klasszikus versekig (pl.: latin nyelvű versek, Napfény és hús), majd derűsebb, ábrándozó költeményei a romantikához közelítenek. Már fiatalon kortársakat olvasott. 15-től 17 éves koráig kipróbálta magát az összes modern irodalmi irányzatban, de egyik sem nyerte el a tetszését. Victor de Laprade véghetetlenül hosszú, unalmas költeményéből születik a Faun-fej. Jean-Marie Kezé-nek sorait, hangjait és képeit részben Gautier Kéz-tanulmány és Verlaine Kezek című verséből vette. A Részeg hajó forrásai közé sorolják Vergiliust, Gautier-t, Baudelaire-t, Victor Hugót és Poe-t. Az akkori idők francia Szabolcska Mihálya, François Coppée ugyanúgy idegesítette Rimbaud-t, mint a „költőcske Mihály” Adyt. Ezért Ócska Coppée-k című versciklusa nyílt karikatúrája az unalmas, 10 soros versikéket gyártó versiparosnak, mégis úgy, hogy a mondanivaló eredeti Rimbaud marad. Az A völgyben egy katona alszik parnasszista voltát igazolja a szonettforma, az idilli környezet. A témaválasztás már kevésbé, hiszen egy halott katona leírása nehezen összeegyeztethető a pedáns és konzervatív szépségkeresőkkel. A többi, 1869 és 1871 között írt költeményei is rendkívüli koraérettségét bizonyítják. (Pl.: A bűn; Álom, télire) Leghíresebb versei A részeg hajó, A magánhangzók szonettje, A meghökkentek, Kóborlásaim, melyeket olyan híres költők fordítottak magyarra, mint József Attila, Radnóti Miklós, Tóth Árpád, vagy a műfordításairól is ismert Kardos László irodalomtörténész.

## Művészetfelfogása
Korai verseiben megjelenő művészetfelfogását jól tükrözi A látnok levele: „A Költő azzal válik látnokká, hogy hosszú, roppant, meggondolt munkával összevarrja összes érzékeit. A szeretet és őrület minden formáját; megkeresi önmagát, kimer magából minden mérget, és csak azok sűrített lényegét tartja meg magának.” Így érkezik el az ismeretlenhez." Másrészt egy komplett költészettörténetet és -elméletet kapunk, egyes részekben kissé nagyképűen, arrogánsan fogalmazva. Állítása szerint minden antik költészet a görög költészetbe torkollik, ahol „a vers és lant a Cselekvés ütemére lépnek”. S „Görögországtól a romantikáig – középkor – csak írástudók vannak és rímfaragók.” A romantikusok már látnokok, de tönkreteszi őket az ócska forma, vagy ott vannak a látomások a függöny mögött, de ők behunyják a szemüket. „Baudelaire a legelső látnok, a költők költője, valóságos Isten.” A levél végén pedig közli, hogy a parnasszisták között két látnok van: Albert Mérat és Paul Verlaine.
Somlyó György jegyzeteiben azt írja, hogy „a művészetről való végső tanúságtételét keresni bennük téves”, ami végül is evidens, hiszen pályája elején íródtak, azt a bizonyost, az Egy évad a pokolban című művében kell keresni. Mégis, szerintem akár programlevélnek is nevezhetnénk őket, hiszen amellett, hogy kiváló leírást kaphatunk a modernség eszméjéről, a költői célkitűzéseket is megtalálhatjuk benne, amelyeket a rákövetkező két évben próbál megvalósítani.
A modernségről ezt írja: „Az újaknak jogukban áll utálni az ősöket: itthon vagyunk és ráérünk.” Vagyis: A modernek nem újítani akarnak, mint a romantikusok, hanem újat alkotni. „El fog jönni az egyetemes nyelv kora, [… ami] közvetlen lélektől lélekig fog hatni, mindent egybefoglal, illatot, hangot, színt, gondolat lesz, mely a gondolathoz tapad, s abból is származik.” Ezzel a kijelentéssel, és Baudelaire-nek a „költők költője” titulus odaadásával egyértelmű, hogy már ekkor eldöntötte: a szimbolistákhoz csatlakozik.

## Az Egy évad a pokolban
Az Egy évad a pokolban egy sajátos önéletrajz, a fiatal költő leszámolása a költészettel, búcsú az irodalomtól, az eddigi életétől. Amikor az anyja azt kérdezte, hogy mit akar ez jelenteni, híressé vált válasza így szólt: „Azt akartam mondani, amit maga a szöveg mond, szó szerint és minden lehető értelemben.” Ezt minden elemzésnél/értelmezésnél figyelembe kell venni! A Rossz vér-ben kezdődnek a gyermek konfliktusai a bigott, parlagi anyjával és a nemzettel, azzal a nemzettel, ami olyan társadalommá fejlődött, amit a végletekig megvet. Az Éjjel a pokolban a kábítószer ereje, a kitörés eszköze. Hallucinációk, amelyekkel le lehet leplezni minden misztériumot. A következő rész az egyik legfontosabb: a Delíriumok. Mindkettő saját balgaságának története. Az első a Verlaine-nel való tragikus szerelmét örökíti meg, a végkövetkeztetéssel: „a szerelmet újra fel kell találni.” A második, a költészet delíriuma, a szó alkímiája: a végső, kegyetlen leszámolás a művészettel. Lemondóan beszél álmairól, „egyszerű hallucinációiról”, azokról, amelyek a művészetét jelentették. A saját stílusában elemzi legfőbb műveit, majd közli: „Mindez elmúlt. Ma már tudom köszönteni a szépséget [vagy jóságot].” De mint később kiderül az is lehetetlen. A tudomány túl lassú. Akkor hát mi marad? Egy „régi igazság: az élet munkában virágzik.” Nehezen tud beletörődni, amit a Paraszt! felkiáltás is jelez, de megteszi. Megteszi mert elege van a hazugságokból, önmaga becsapásából: „[Én legalább] nevetni tudok a régi, hazug szerelmeken, s szégyennel verhetem a hazug kapcsolatokat – láttam odalenn az asszonyok poklát –, és megadatik nekem, hogy enyém lehessen egy testben s egy lélekben az igazság.”

## Hatása
Rimbaud a 20. században is sokaknak szolgált példaképül. A század elején kibontakozó izmusok (pl.: dadaizmus, szürrealizmus, expresszionizmus), melyek a tudatalatti felszabadításával, annak kifejezésével kísérleteznek, elődjüknek tekintették művészetét, az általa megkezdett utat akarták folytatni. 
Rimbaud a következő művészekre volt nagy hatással: a (francia) költők általában, T. S. Eliot, Henry Miller, Anais Nin, William S. Burroughs, Bob Kaufman, Pier Paolo Pasolini, Hugo Pratt, Mário Cesariny de Vasconcelos, Sérgio Godinho, Klaus Kinski, Dwid Hellion of Integrity, Jack Kerouac, Allen Ginsberg (a példaképe volt), Philippe Sollers, Patti Smith, Bruce Chatwin, Penny Rimbaud, Jim Morrison, Kurt Cobain (nagy hatással volt rá a "Színvázlatok"), Van Morrison, John Hall, Bob Dylan, Richard Hell, Pete Doherty, Joe Strummer, John Lennon, Stephen Kasner, Rozz Williams, David Wojnarowicz és még nagyon sokan mások.

## Ars Poetica
1875-ben, Rimbaud és Verlaine utolsó találkozásakor a levelek tanúsága szerint a következő párbeszéd zajlott le, miután Paul arra buzdította Arthurt, hogy vallásos témákról írjon: „Soha többé nem írok. A világ túl öreg és nincs semmi új benne. Már mindent leírtak.” Verlaine azt mondja: „De nem úgy, ahogy te le tudod írni. Ragyogó tehetséged van!” Rimbaud így felel: „Ez az én tehetségem. Azt csinálok vele, amit akarok.” Hogy miért döntött így? A választ mind a Látnok-levelekben, mind az Egy évad a pokolban-ban megtaláljuk: „Modernnek kell lenni mindenestül!” Érezte, hogy ő újat alkotni nem, csak újítani tudna. Talán ezért írja a következőket az Egy évad a pokolban piszkozatában: „Most már gyűlölöm a misztikus lendületeket és a stílus különcségeit. Most már ki tudom mondani, hogy a művészet ostobaság… Üdv a jóságnak.” De csak találgatni tudunk, hogy miért nem került be a végső változatba. Mint ahogy csak találgatni tudunk akármelyik versét olvasva, hogy vajon mire gondolhatott pontosan az ifjú, lázadó költő. Ugyanaz a világos lila, elektromos kisülés illatú köd veszi körül verseit, mint személyiségét, ami nem hagyta nyugodni az eljövendő korok irodalmárait és művészeit.

## Egyéb
Rimbaud és Verlaine kapcsolatát, valamint a költő nagyságok életét dolgozza fel a Teljes napfogyatkozás című, 1995-ös angol-francia-belga filmdráma Leonardo DiCaprióval a főszerepben (rendező: Agnieszka Holland).
Rimbaud: Egy évad a pokolban, Szív dobog a reverenda alatt- monodrámák, 1981. Pesti Színház - Gálffi László önálló előadása

## Művei magyarul
- Versek; ford. Kardos László; Ady-Társaság, Debrecen, 1930
- Költemények; ford. Kardos László; Pannónia Ny., Debrecen, 1944 (Ampelos könyvek)
- Versek; ford., bev., jegyz. Rónay György; Révai, Budapest, 1944
- A részeg hajó; ford. Babits Mihály et al., szerk., bev., jegyz. Somlyó György; Európa, Budapest, 1958
- Baudelaire, Verlaine, Rimbaud válogatott versei; vál., bev. Szegszárdy-Csengery József, ford. Babits Mihály et al.; Móra, Budapest, 1963 (A világirodalom gyöngyszemei)
- Arthur Rimbaud összes költői művei; szerk., bev., jegyz. Somlyó György, ford. Babits Mihály et al.; Európa, Budapest, 1965
- Arthur Rimbaud versei; szerk. Somlyó György, ford. Babits Mihály et al.; Európa, Budapest, 1981 (Lyra mundi)
- Napfény és hús. Arthur Rimbaud minden verse, prózája és válogatott levelei; vál., szerk., utószó, jegyz. Bárdos László, ford. Adamik Lajos et al.; Kozmosz Könyvek, Budapest, 1989 (A világirodalom gyöngyszemei)
- Beat Furrer: A vakok. Opera Maurice Maeterlinck A vakok, Platon Barlanghasonlat, Friedrich Hölderlin és Arthur Rimbaud szövegeire; ford. Jánosy István et al.; s.n., s.l., 1997